# Guerra de Independência de Bangladesh
A Guerra de Independência de Bangladesh ou Guerra da Libertação do Bangladesh (em bengali: মুক্তিযুদ্ধ Muktijuddho) foi uma guerra entre o Paquistão Ocidental (atual Paquistão) e o Paquistão Oriental (atual Bangladesh) (duas metades do mesmo país) e a Índia, que resultou na secessão do Paquistão Oriental que tornou-se uma nação independente: o Bangladesh.
A guerra durou de 26 março até 16 de dezembro de 1971 e começou com uma revolta no então Paquistão Oriental liderada pelos Mukti Bahini.
3 milhões de civis foram mortos e 8 a 10 milhões fugiram para a Índia. Mais de 200 000 mulheres terão sido violadas.
A partir de 1952, as greves e manifestações em Dhaka foram severamente reprimidas. A Liga Awami (a Liga Popular), que era socialista e secular em orientação, fez campanha pela independência, ligando ao mesmo tempo esta exigência às exigências sociais das populações desfavorecidas, tais como a reforma agrária. Numa Frente Unida, o movimento derrotou a Liga Muçulmana, conservadora, nas eleições locais de 1954 (228 lugares para 7), mas isto não abalou o controlo dos sucessivos regimes militares em Islamabad. A Liga Awami ganhou as eleições legislativas de Dezembro de 1970, mas foi-lhe ainda negada a independência. A 7 de Março de 1971, Mujibur Rahman, líder da Liga Awami, apelou a um movimento de desobediência civil e a uma greve geral. No dia 25, ele teve a independência proclamada, levando a uma repressão sangrenta pelo exército paquistanês.
Dirigidos por unidades do exército do Paquistão Ocidental que lançaram uma operação militar no Leste do Paquistão contra bengalis civis, estudantes, intelectuais, pessoas armadas que exigiam a independência do Paquistão. Os policiais, militares, forças paramilitares, e civis armados bengalis revoltados formaram grupos guerrilheiros e forças (geralmente designadas por Mukti Bahini) para lutar contra o exército do Paquistão Ocidental. Durante os meses seguintes, a Índia deu desde o apoio diplomático a económico, militar a Mukti Bahini do Paquistão Oriental. O apoio indiano à insurreição terminou em uma guerra entre a Índia e o Paquistão (a Guerra Indo-Paquistanesa de 1971), em 3 de dezembro de 1971, o Paquistão (do Oeste) lançou um ataque à fronteira ocidental da Índia, que marcou o início da guerra indo-paquistanesa.
Finalmente, em 16 de dezembro de 1971, as forças aliadas do exército indiano e as de Mukti Bahini (Exército de Libertação de Bangladesh, comandadas por Khaled Mosharraf) derrotaram decisivamente as forças do Paquistão Ocidental deslocadas para o oeste, resultando na maior rendição, nos termos em números de prisioneiro de guerra, desde a Segunda Guerra Mundial.
A guerra terminou com a independência do Paquistão Oriental que agora se chama Bangladesh.
No pós-guerra, Mukti Bahini tornou-se um termo geral de referência a todas as forças (militares e civis) do Bangladesh contra as forças armadas do Paquistão durante a Guerra de Libertação do Bangladesh. Os Mukti Bahini actuavam como guerrilha. Em parte inspirados pelo revolucionário Che Guevara, as suas tácticas foram comparadas com as dos Viet Cong, dos Maquis da França (durante a Segunda Guerra Mundial) e da guerrilha de Josip Broz Tito na antiga Iugoslávia.